# Jerzy Fryderyk Radziwiłł
Jerzy Fryderyk Radziwiłł herbu Trąby (ur. 11 stycznia 1860 w Berlinie, zm. 24 stycznia 1914 w Wiedniu) – syn Antoniego Wilhelma, mąż Marii Róży z Branickich. Był XV ordynatem na Nieświeżu, XIII ordynatem na Klecku. 

## Zarys biografii
Książę Jerzy najstarszym synem księcia Antoniego Wilhelma, pruskiego oficera i generała artylerii. Po śmierci ojca objął w posiadanie ordynację nieświeską i klecką. W 1883 roku ożenił się z Marią Różą Branicką córką Władysława Michała Branickiego. Po ślubie wiódł książę bogate życie towarzyskie. Bawił się i używał życia, czego efektem stała się u niego ciężka choroba zakończona paraliżem postępowym i zupełną niepoczytalnością. Pochowany został w krypcie rodzinnego mauzoleum w kościele Bożego Ciała w Nieświeżu.
Był ojcem sześciorga dzieci – trzech synów: Antoniego Albrechta Wilhelma, Karola Mikołaja i Leona Władysława oraz trzech córek: Róży (1884–1949), Teresy Katarzyny (1889–1975) oraz Elżbiety Heleny (1894-1986). 